# Aparell de detecció electroestàtica
L'Aparell de detecció electroestàtica o ESDA (de l'anglès Electrostatic Detection Apparatus) és una peça d'equipament d'ús comú en l'examinació de documents qüestionats, per revelar impressions amb sagnia en el paper que d'una altra manera poden passar desapercebudes. És una tècnica no destructiva (no danyarà les proves en qüestió), cosa que permet realitzar la resta de proves que es portaran a terme amb tranquil·litat. És una tècnica sensitiva, i s'ha sabut usar per detectar la presència empremtes digitals fresques.